# RD-843
RD-843とは、ウクライナ製の単ノズル型液体燃料ロケットエンジンである。圧送式サイクルを採用し、燃料にUDMH、酸化剤に四酸化二窒素を使用する。最大5回までの再始動が可能で、ジンバルにより10度までそれぞれの方向に傾ける事が可能である。
ユージュノエ設計局が旧ソ連のICBM R-36（西側ではSS-18 サタンと呼ばれた）の最終段エンジンとして開発したRD-869の燃焼室を流用し、アヴィオのために再設計したものである。
生産はユージュマシュが担当している。RD-843の地上試験は4基のエンジンを用いて74回（点火は140回）実施され、およそ12回の打上げに相当する累計8201秒間燃焼した。2015年5月時点で4回の軌道投入に成功した。
現在ヴェガのAVUM上段の主エンジンとして使用されている。ドイツ航空宇宙センター-DLRではイタリアと共に精力的にRD-843を代替するエンジンの開発が進められている。